# Kikuko Tsumura
Kikuko Tsumura (jap. 津村 記久子, Tsumura Kikuko; * 23. Januar 1978 in Ōsaka) ist eine japanische Schriftstellerin.
Tsumura schreibt seit ihrer Studienzeit und debütierte 2005 mit dem Roman Man Ītā (Man Eater), der später unter dem Titel Kimi wa eien ni soitsura yori wakai (君は永遠にそいつらより若い, „Du wirst immer jünger bleiben als sie“) erschien und mit dem Dazai-Osamu-Preis ausgezeichnet wurde. Für Myūjikku buresu yū!! (ミュージック・ブレス・ユー!!, „Music bless you!!“) erhielt sie 2008 den Debütantenpreis des Noma-Literaturpreises. Im selben Jahr wurde sie für Potosuraimu no fune (ポトスライムの舟) mit dem Akutagawa-Preis ausgezeichnet. Ihr vierter Roman Kyūsuitō to kame (給水塔と亀) brachte ihr 2013 den Kawabata-Yasunari-Literaturpreis und 2017 wurde sie für Fuyūrei burajiru (浮遊霊ブラジル) mit dem Murasaki-Shikibu-Literaturpreis ausgezeichnet.

## Quelle
- j.lit Books from Japan - Kikuko Tsumara

| Personendaten    | Personendaten               |
| ---------------- | --------------------------- |
| NAME             | Tsumura, Kikuko             |
| ALTERNATIVNAMEN  | 津村 記久子 (japanisch)     |
| KURZBESCHREIBUNG | japanische Schriftstellerin |
| GEBURTSDATUM     | 23. Januar 1978             |
| GEBURTSORT       | Ōsaka                       |